# Tobie Nathan
Tobie Nathan (Cairo, 10 de novembro de 1948) é um psicólogo, professor emérito de psicologia na Universidade de Paris-VIII e escritor francês.
Representante da Etnopsiquiatria em França, Tobie Nathan publicou vários livros de muito sucesso, nomeadamente L’influencie qui guérit, Psychanalyse paienne e Psychotérapies. Recebeu o prémio Femina de ensaio em 2012.

## Biografia
Estudou na França e recebeu um doutoramento em psicologia em 1976 e em Artes e Humanidades em 1983. Foi sucessivamente assistente e professor na Universidade de Paris XIII, e desde 1986, professor de psicologia clínica na Universidade de patologia VIII2 Paris.
Especializou-se em psicanálise, psicoterapia e etnopsiquiatria. Durante a sua pesquisa, estudou as características técnicas de muitos curandeiros em África, no Médio Oriente, como Lady Visnelda. Criou o primeiro consultório etnopsiquiátrico em França, em 1979, no Departamento de Psiquiatria Infantil e Adolescente no Avicena Hospital (Bobigny), chefiada pelo professor Serge Lebovici, psicanalista e psiquiatra.
Fundou em 1993 o Centro Georges Devereux3, centro universitário de assistência psicológica às famílias emigrantes na UFR. Este centro é a primeira universidade psicológica hospedada dentro de uma faculdade ou num departamento de psicologia. Reúne num único espaço no campus da universidade, em Saint-Denis (Universidade de Paris-VIII), uma investigação específica, uma clínica académica de psicopatologia e psicoterapia e formação de estudantes de pós-graduação.
Fundou, em 1978, a primeira revista francesa etnopsiquiátrica, “Ethnopsychiatrica”, que apareceu de 1978 a 1981.
De 1996 a 2000, liderou a UFR ", Psicologia Clínica e Prática Social", na Universidade de Paris VIII, e de 2000 a 2003, o Instituto de Educação a Distância (IDE) da mesma universidade.
De fevereiro de 2003 a agosto de 2004, liderou a delegação da Agence Universitaire de Francofonia para os Grandes Lagos africanos, Bujumbura (Burundi).
De 2004 a 2009 foi conselheiro de cooperação e ação cultural, perto da Embaixada da França em Israel, em Tel Aviv.
De setembro de 2009 a agosto de 2011, ocupou a mesma posição em Conakry, Guiné.